# 뎀 조인츠
드웨인 앨런 애버내시 주니어(Dwayne Allen Abernathy Jr., 1976년 7월 17일 ~ )는 뎀 조인츠(Dem Jointz)라는 전문 이름으로 알려진 미국의 음반 프로듀서, 작곡가, 가수이다. 칸예 웨스트, 리한나, 앤더슨 팩, 에미넴, 스눕 독, EXO, NCT, aespa, ITZY 등을 포함한 아티스트들의 프로덕션 작업에 참여한 것으로 알려져 있다. 2015년 닥터 드레의 애프터매스 엔터테인먼트의 인하우스 인재로 활동했으며, 드레의 세 번째 앨범인 컴턴 (2015)의 4개 트랙을 프로듀싱했다. 같은 해 자넷 잭슨의 빌보드 200 차트 1위 앨범인 언브레이커블 (2015)의 여러 트랙을 프로듀싱했다.
2020년부터 애버내시는 칸예 웨스트의 앨범 Donda (2021)와 Donda 2 (2022)에 프로덕션 또는 백킹 보컬로 참여했으며, 2020년 싱글 "Nah Nah Nah"에도 참여했다.
그의 음반 레이블 U Made Us What We Are는 2015년에 설립되었으며, 메릴랜드 기반의 래퍼 K.A.A.N., 가스펠 가수 키드론 브라이언트 및 그의 배우자인 가수 스탈론과 같은 아티스트들과 계약했다. 2022년에 동료 애프터매스 프로듀서인 미스터 포터와 포커스…와 함께 슈퍼그룹 Read the PDF를 결성했다.
두 번의 후보 지명 중 한 번의 그래미 어워드를 수상했다.

## 어린 시절
뎀 조인츠는 1976년 7월 17일 캘리포니아주 콤프턴에서 태어났다. 어린 나이에 지역 교회에서 드럼을 연주하며 음악에 재능을 보였다.

## 경력
음악에 전념하기 전, 뎀 조인츠는 통신 회사에서 일했다. 2005년, 예상치 못하게 해고되었고, 이것이 그가 음악을 진지하게 추구하게 된 계기가 되었다.
2015년 닥터 드레의 애프터매스 엔터테인먼트의 인하우스 프로듀서로 영입되었다. 같은 해, 스눕 독, 켄드릭 라마, 에미넴 등 올스타 라인업이 참여한 드레의 앨범 컴턴 (2015)의 4개 트랙에 기여했다.
2015년에는 자넷 잭슨의 Unbreakable 앨범의 여러 트랙을 공동 프로듀싱했는데, 이 앨범은 빌보드 200 차트에서 1위로 데뷔했다. 수년 동안 칸예 웨스트, 리한나, 크리스티나 아길레라, 앤더슨 팩, 에미넴, 브랜디 등 수많은 아티스트들과 작업했다. 칸예 웨스트의 Donda (2021)와 앤더슨 팩의 Ventura (2019)에 기여하여 여러 그래미상 후보에 오르고 두 번의 그래미상을 수상했다.
뎀 조인츠는 2015년에 자신의 음반 레이블 U Made Us What We Are를 설립했다. 이 레이블은 신흥 인재를 지원하고 육성하기 위해 만들어졌다.
거의 동시에 뎀 조인츠는 K-팝 산업에서 큰 파장을 일으키기 시작했다. 그의 첫 번째 주요 K-팝 참여는 레드벨벳의 데뷔 스튜디오 앨범 The Red (2015)의 "Don’t U Wait No More"였다. 이 트랙의 성공은 SM 엔터테인먼트와의 협업으로 이어졌고, 강력한 레이블과의 장기적인 파트너십을 맺게 되었다. 엑소, NCT 127, 에스파, 방탄소년단, TXT, 아이브의 주요 히트곡을 프로듀싱했다. 엑소의 "Obsession"은 빌보드에 의해 올해의 K-팝 송으로 선정되었고, 에스파의 "Supernova"는 11주 동안 차트 1위를 차지하며 한국 MAMA 어워드에서 올해의 노래를 수상했다.

## 프로듀서 태그
애버내시의 프로덕션은 그의 "Incoming!" 프로듀서 태그로 식별할 수 있으며, 이는 그의 프로덕션, 특히 칸예 웨스트의 "Nah Nah Nah"의 시작 부분에서 들을 수 있다. 또한 태연의 "Something New"와 이채연의 "Hush Rush"를 포함한 많은 노래의 브리지 앞에서 "Now, the breakdown" 태그를 사용한다.

## 개인 생활
2021년 11월 6일, 뎀 조인츠는 인스타그램을 통해 그래미 수상 경력이 있는 보컬리스트인 그의 파트너 스탈론과 약혼했다고 발표했다.

## 음반 목록
| 연도 | 제목                               | 앨범                                    | 아티스트                                                         |
| ---- | ---------------------------------- | --------------------------------------- | ---------------------------------------------------------------- |
| 2011 | "Cockiness (Love It)"              | Talk That Talk                          | 리한나, 캔디스 필레이, 숀드레 "미스터 방글라데시" 크로퍼드, 펜티 |
| 2012 | "Hottest Girl in the World"        | Evolution                               | JLS                                                              |
| 2012 | "Dessert"                          | Evolution                               | JLS                                                              |
| 2012 | "All The Way"                      | Evolution                               | JLS                                                              |
| 2012 | "Gotta Try It"                     | Evolution                               | JLS                                                              |
| 2012 | "Put It Down"                      | Two Eleven                              | 브랜디, 크리스 브라운                                            |
| 2012 | "Let Me Go"                        | Two Eleven                              | 브랜디                                                           |
| 2012 | "What You Need"                    | Two Eleven                              | 브랜디                                                           |
| 2012 | "Lotus Intro"                      | Lotus                                   | 크리스티나 아길레라, 캔디스 필레이, 알렉산더 그랜트              |
| 2012 | "Make the World Move"              | Lotus                                   | 크리스티나 아길레라, 시로 그린                                   |
| 2012 | "Circles"                          | Lotus                                   | 크리스티나 아길레라                                              |
| 2012 | "Shut Up"                          | Lotus                                   | 크리스티나 아길레라                                              |
| 2013 | "Call Me Crazy"                    | Call Me Crazy, But...                   | 세빈 스트리터, 작곡 앰버 스트리터, 테일러 파크스                 |
| 2013 | "Feel Like Party'n"                | Chase Dreams                            | 칼린 & 마일스                                                    |
| 2014 | "Phuq Da World"                    | Vuck You                                | 비나 부나                                                        |
| 2014 | "Friends & Lovers"                 | Friends & Lovers                        | 마샤 앰브로시어스                                                |
| 2014 | "Neva Been Scared"                 | Sing Pray Love, Vol. 1: Sing            | Kelly Price                                                      |
| 2015 | "Unbreakable"                      | Unbreakable                             | 자넷 잭슨                                                        |
| 2015 | "Burnitup!"                        | Unbreakable                             | 자넷 잭슨                                                        |
| 2015 | "Dammn Baby"                       | Unbreakable                             | 자넷 잭슨                                                        |
| 2015 | "Shoulda Known Better"             | Unbreakable                             | 자넷 잭슨                                                        |
| 2015 | "2 B Loved"                        | Unbreakable                             | 자넷 잭슨                                                        |
| 2015 | "Don't U Wait No More"             | The Red                                 | 레드벨벳                                                         |
| 2015 | "Genocide"                         | 컴턴                                    | 닥터 드레 & 켄드릭 라마                                          |
| 2015 | "Medicine Man"                     | 컴턴                                    | 닥터 드레, 에미넴, 캔디스 필레이, 앤더슨 팩                      |
| 2015 | "Deep Water"                       | 컴턴                                    | 닥터 드레, 켄드릭 라마, 저스터스                                 |
| 2015 | "Satisfiction"                     | 컴턴                                    | 닥터 드레, 스눕 독, 마샤 앰브로시어스, 킹 메즈                   |
| 2015 | "Yellow Canary"                    | 덤블론드                                | 덤블론드                                                         |
| 2015 | "Party 4 da Low"                   | The High EP                             | Candice Pillay                                                   |
| 2015 | "Consistent"                       | Shoulda Been There Pt. 1                | 세빈 스트리터                                                    |
| 2015 | "Right Here Right Now"             | Right Here, Right Now                   | 조딘 스파크스, 드웨인 애버내시, 제임스 폰틀로이                  |
| 2015 | "1000"                             | Right Here, Right Now                   | 조딘 스파크스, 제임스 "제이-도우" 스미스                         |
| 2015 | "All In A Days Work"               | DK3                                     | 대니티 케인                                                      |
| 2016 | "Silicon Valley"                   | Malibu                                  | 앤더슨 팩                                                        |
| 2016 | "Groovy Tony / Eddie Kane"         | Blank Face LP                           | ScHoolboy Q                                                      |
| 2016 | "Cloud 9"                          | EX'ACT                                  | EXO                                                              |
| 2017 | "Facts"                            | All Things Work Together                | Lecrae                                                           |
| 2017 | "Cherry Bomb"                      | Cherry Bomb                             | NCT 127                                                          |
| 2018 | "Something New"                    | Something New                           | 태연                                                             |
| 2018 | "Who R U?"                         | Oxnard                                  | 앤더슨 팩                                                        |
| 2018 | "Brother's Keeper"                 | Oxnard                                  | 앤더슨 팩, 푸샤 T                                                |
| 2018 | "Taste"                            | RBB                                     | 레드벨벳                                                         |
| 2019 | "Obsession"                        | Obsession                               | EXO                                                              |
| 2019 | "Ya Ya Ya"                         | Obsession                               | EXO                                                              |
| 2020 | "Nah Nah Nah"                      | Non-album singles                       | 칸예 웨스트, 다베이비, 2 체인즈                                  |
| 2020 | "Wash Us in the Blood"             | Non-album singles                       | 칸예 웨스트, 트래비스 스콧                                       |
| 2020 | "2YA2YAO!"                         | Time Slip                               | 슈퍼주니어                                                       |
| 2020 | "영웅"                             | Neo Zone                                | NCT 127                                                          |
| 2020 | "Punch"                            | Neo Zone                                | NCT 127                                                          |
| 2020 | "Never Love Again"                 | Music to Be Murdered By                 | 에미넴                                                           |
| 2020 | "Outro: Dream Routine"             | NCT 2020 Resonance                      | NCT                                                              |
| 2021 | "Don't Call Me"                    | Don't Call Me                           | 샤이니                                                           |
| 2021 | "Right Now"                        | Loveholic                               | NCT 127                                                          |
| 2021 | "Life of the Party"                | Donda                                   | 칸예 웨스트, 안드레 3000                                         |
| 2021 | "Jail"                             | Donda                                   | 칸예 웨스트, 제이Z                                               |
| 2021 | "Believe What I Say"               | Donda                                   | 칸예 웨스트                                                      |
| 2021 | "Keep My Spirit Alive"             | Donda                                   | 칸예 웨스트, Westside Gunn, Conway the Machine                   |
| 2021 | "New Again"                        | Donda                                   | 칸예 웨스트                                                      |
| 2021 | "Jail pt 2"                        | Donda                                   | 칸예 웨스트, 다베이비, 마릴린 맨슨                               |
| 2021 | "Keep My Spirit Alive pt 2"        | Donda                                   | 칸예 웨스트, 웨스트사이드 건, 컨웨이 더 머신, KayCyy             |
| 2021 | "Sticker"                          | Sticker                                 | NCT 127                                                          |
| 2021 | "Universe (Let's Play Ball)"       | Universe                                | NCT U                                                            |
| 2021 | "Fallin Up"                        | 그랜드 테프트 오토 온라인: The Contract | 닥터 드레, 코코아 사라이, Thurz                                  |
| 2021 | "Diamond Mind"                     | 그랜드 테프트 오토 온라인: The Contract | 닥터 드레, 타이 달라 사인, 닙시 허슬                             |
| 2022 | "Step Back"                        | Non-album singles                       | GOT the Beat                                                     |
| 2022 | "City of Gods"                     | Donda 2                                 | Fivio Foreign, 칸예 웨스트, 앨리샤 키스                          |
| 2022 | "Too Easy"                         | Donda 2                                 | 칸예 웨스트                                                      |
| 2022 | "Tank"                             | AD MARE                                 | 엔믹스                                                           |
| 2022 | "Arcade"                           | Glitch Mode                             | NCT 드림                                                         |
| 2022 | "Run BTS"                          | Proof                                   | 방탄소년단                                                       |
| 2022 | "What If…"                         | Jack In The Box                         | 제이홉                                                           |
| 2022 | "Use This Gospel (Remix)"          | God Did                                 | DJ 칼리드, 칸예 웨스트, 에미넴                                   |
| 2022 | "Eyes On You"                      | Eyes On You                             | 강타                                                             |
| 2022 | "Time Lapse"                       | 2 Baddies                               | NCT 127                                                          |
| 2022 | "Designer"                         | 2 Baddies                               | NCT 127                                                          |
| 2022 | "In My Bag"                        | One Bad Night                           | 제이미                                                           |
| 2022 | "Nvrlnd"                           | Non-album singles                       | Yng Wmxn, 아니사                                                 |
| 2022 | "6 Feet"                           | Non-album singles                       | 이스트사이드 K-보이, 프라블럼, Dave East                         |
| 2022 | "Hush Rush"                        | Hush Rush                               | 이채연                                                           |
| 2022 | "Wanna Fall in Love"               | Non-album singles                       | 스탈론                                                           |
| 2022 | "Selfish"                          | Selfish                                 | 유아                                                             |
| 2022 | "Have a Nice Day"                  | Snoop, Cube, 40, $hort                  | Mount Westmore                                                   |
| 2023 | "Stamp on It"                      | Stamp on It                             | Got the Beat                                                     |
| 2023 | "Ay-Yo"                            | Ay-Yo                                   | NCT 127                                                          |
| 2023 | "Skyscraper"                       | Ay-Yo                                   | NCT 127                                                          |
| 2023 | "Juice"                            | Hard                                    | 샤이니                                                           |
| 2023 | "Regret It"                        | Exist                                   | EXO                                                              |
| 2023 | "Dirty Dancing (Dem Jointz Remix)" | The Block Revisited                     | 뉴 키즈 온 더 블록 & 세븐틴                                      |
| 2023 | "Parade"                           | Fact Check                              | NCT 127                                                          |
| 2024 | "헤야 (헤야)"                      | Ive Switch                              | 아이브                                                           |
| 2024 | "Supernova"                        | Armageddon                              | 에스파                                                           |
| 2024 | "Essa Hoisa"                       | AG! Calling                             | 아타라시이 갓코!                                                 |
| 2024 | "Trouble"                          | The Death of Slim Shady (Coup de Grâce) | 에미넴                                                           |
| 2024 | "Road Rage"                        | The Death of Slim Shady (Coup de Grâce) | 에미넴, 뎀 조인츠, 슬라이 파이퍼                                 |
| 2024 | "Guilty Conscience 2"              | The Death of Slim Shady (Coup de Grâce) | 에미넴                                                           |
| 2024 | "Sickuhh"                          | Fe3O4: Stick Out                        | 엔믹스, 키드밀리                                                 |
| 2024 | "Sexy in the Air"                  | Eternal                                 | 태민                                                             |
| 2024 | "Because I Love You"               | Non-album singles                       | 핼리 베일리                                                      |
| 2024 | "Gold"                             | Gold                                    | 있지                                                             |
| 2024 | "Forty One Winks"                  | The Star Chapter: Sanctuary             | 투모로우바이투게더                                               |
| 2024 | "Zip Zip Zip"                      | Youth Never DIE                         | 디엑스몬                                                         |
| 2025 | "With the IE (Way Up)"             | Ruby                                    | 제니                                                             |
| 2025 | "ExtraL"                           | Ruby                                    | 제니, 도치                                                       |
| 2025 | "Filter"                           | Ruby                                    | 제니                                                             |
| 2025 | "Golden Recipe"                    | Fe3O4: Forward                          | 엔믹스                                                           |
| 2025 | "BTG"                              | Uncut Gem                               | KiiiKiii                                                         |
| 2025 | "GBAD"                             | GBAD                                    | 잭슨                                                             |

## 수상 및 인정

### 그래미 어워드

#### 제62회 그래미 어워드(2020)
- 수상 – 최우수 R&B 앨범 – Ventura (앤더슨 팩) – [뎀 조인츠가 "Reachin’ 2 Much"에 기여함]

#### 제64회 그래미 어워드(2022)
출처:
- 수상 – 최우수 랩 송 – "Jail" (칸예 웨스트 ft. 제이Z)

- 후보 – 올해의 앨범 – Donda (칸예 웨스트)

### 에미상
- 애프터매스 프로덕션 팀 수상: 닥터 드레, 프레드웨크, 뎀 조인츠, 포커스…, 블투스, 트레버 로렌스 주니어[21]

### 빌보드 어워드
- 2019년: 올해의 K-팝 송 – "Obsession" (EXO)[22]

### 한국대중음악상
- 2024년: 올해의 노래 – "Supernova" (한국 차트 11주 연속 1위)[23]